# 王億 (嘉靖進士)
王亿（1490年—？年），字萬成，直隶河间府獻縣人，明朝政治人物。

## 生平
治《書經》，正德八年（1513年）由國子生中式癸酉科順天府鄉試第四十八名舉人，嘉靖二年（1523年）癸未科會試第二百六十三名，第二甲第九十一名進士。官户部主事。

## 家族
曾祖王壽。祖父王玉。父王明。母劉氏，继母董氏。具庆下。行一，弟王仲。